# Wspólnota administracyjna Hochstadt-Marktzeuln
Wspólnota administracyjna Hochstadt-Marktzeuln – wspólnota administracyjna (niem. Verwaltungsgemeinschaft) w Niemczech, w kraju związkowym Bawaria, w rejencji Górna Frankonia, w regionie Oberfranken-West, w powiecie Lichtenfels. Siedziba wspólnoty znajduje się w miejscowości Marktzeuln, a jej przewodniczącym jest Josef Stark.
Wspólnota administracyjna zrzesza gminę targową (Markt) oraz gminę wiejską (Gemeinde):
1. Hochstadt am Main, 1 683 mieszkańców, 13,79 km²
2. Marktzeuln, gmina targowa, 1 638 mieszkańców, 6,86 km²